# 1218
| [ Edytuj tabelę ]                          |                                                                  |
| Książę Małopolski                          | - 1211 Leszek Biały 1227                                         |
| Książę Wielkopolski                        | - 1202 Władysław III Laskonogi 1229 - 1208 Władysław Odonic 1218 |
| Król Angkoru                               | - 1181 Dżajawarman VII 1218 - 1218 Indrawarman II 1244           |
| Król Anglii                                | - 1216 Henryk III 1272                                           |
| Król Aragonii i Walencji, hrabia Barcelony | - 1213 Jakub I Zdobywca 1276                                     |
| Książę Bawarii                             | - 1183 Ludwik I 1231                                             |
| Margrabia Brandenburgii                    | - 1205 Albrecht II 1220                                          |
| Książę Burgundii                           | - 1192 Eudes III 1218 - 1218 Hugo IV 1272                        |
| Cesarz Bizancjum                           | - 1204 Teodor I Laskarys 1222                                    |
| Car Bułgarii                               | - 1207 Borił 1218 - 1218 Iwan Asen II 1241                       |
| Cesarz Chin                                | - 1194 Song Ningzong 1224                                        |
| Król Cypru                                 | - 1205 Hugo I 1218 - 1218 Henryk I 1253                          |
| Król Czech                                 | - 1198 Przemysł Ottokar I 1230                                   |
| Król Danii                                 | - 1202 Waldemar II Zwycięski 1241                                |
| Władca Egiptu                              | - 1199 Al-Adil 1218 - 1218 Al-Kamil 1238                         |
| Cesarz Etiopii                             | - 1189 Gebre Meskel 1229                                         |
| Król Francji                               | - 1180 Filip II August 1223                                      |
| Król Gruzji                                | - 1213 Jerzy IV Lasza 1222                                       |
| Cesarz Japonii                             | - 1210 Juntoku 1221                                              |
| Kalif                                      | - 1180 An-Nasir 1225                                             |
| Król Kastylii                              | - 1217 Ferdynand III Święty 1252                                 |
| Patriarcha Konstantynopola                 | - 1215 Manuel I Charitopul 1222                                  |
| Władca Korei                               | - 1213 Kojong 1259                                               |
| Król Leónu                                 | - 1188 Alfons IX 1230                                            |
| Cesarz Łaciński                            | - 1217 Jolanta Flandryjska 1219 - 1217 Robert de Courtenay 1228  |
| Kalif Maroka                               | - 1213 Abu Jusuf II 1224                                         |
| Król Nawarry                               | - 1194 Sanczo VII 1234                                           |
| Król Norwegii                              | - 1217 Haakon IV Stary 1263                                      |
| Hrabia Palatynatu                          | - 1214 Ludwik I Wittelsbach 1227                                 |
| Papież                                     | - 1216 Honoriusz III 1227                                        |
| Król Portugalii                            | - 1211 Alfons II 1223                                            |
| Sułtan Rumu                                | - 1211 Kajkawus I 1220                                           |
| Książę Rusi halickiej                      | - 1216 Mścisław II Udały 1219                                    |
| Cesarz Rzymski (niemiecki)                 | - 1209 Otto IV 1218                                              |
| Książę Saksonii                            | - 1212 Albrecht I 1260                                           |
| Król Serbii                                | - 1217 Stefan Nemanicz 1228                                      |
| Król Szkocji                               | - 1214 Aleksander II 1249                                        |
| Król Szwecji                               | - 1216 Jan I Sverkersson 1222                                    |
| Doża Wenecji                               | - 1205 Pietro Ziani 1229                                         |
| Król Węgier                                | - 1205 Andrzej II 1235                                           |
| Wielki mistrz zakonu krzyżackiego          | - 1209 Hermann von Salza 1239                                    |

Rok 1218 / MCCXVIII
stulecia: XII wiek ~
XIII wiek ~
XIV wiek

lata: 1208 «
1213 «
1214 «
1215 «
1216 «
1217 «
1218
» 1219
» 1220
» 1221
» 1222
» 1223
» 1228

## Wydarzenia w Polsce
- 29 września – Iwo Odrowąż, po wyborze przez kapitułę, został zatwierdzony na biskupa krakowskiego przez papieża Honoriusza III.

- Nadanie miasta Grudziądza wraz z ziemią chełmińską biskupowi Chrystianowi.
- Biskup krakowski Wincenty Kadłubek zrezygnował z posady.

## Wydarzenia na świecie
- 15 kwietnia – Berno otrzymało status wolnego miasta Rzeszy.
- 24 maja – V wyprawa krzyżowa: flota krzyżowców wypłynęła z Akki w Ziemi Świętej i skierowała się na Damiettę w Egipcie.
- 3 czerwca – krucjata przeciwko katarom we Francji: Amalryk z Montfort zdobył po oblężeniu miasto Marmande.
- 10 sierpnia – św. Piotr Nolasco (1189-1256) założył w Barcelonie Zakon Najświętszej Maryi Panny Miłosierdzia dla Odkupienia Niewolników.

- Pod dowództwem najstarszego syna Czyngis-chana (Temudżyn), Dżoczi, armia Mongolska poprowadził drugą kampanię przeciw Kirgistanowi.
- Zakon kawalerów mieczowych rozpoczął podbój Estonii.
- Alfons IX założył uniwersytet w Salamance.

## Urodzili się
- 1 maja – Rudolf I Habsburg, król Niemiec, książę Austrii, Styrii i Karyntii (zm. 1291)
- 30 października – Chūkyō (jap. 仲恭天皇 Chūkyō-tennō), cesarz Japonii (zm. 1234)

- Abel, król Danii (zm. 1252)

## Zmarli
- 10 stycznia – Hugo I Cypryjski, król Cypru (ur. 1194/1195)
- 25 czerwca – Szymon IV de Montfort, francuski możnowładca, uczestnik IV krucjaty, przywódca krucjaty przeciwko albigensom (ur. 1160)[1]
- 19 maja – Otto IV, król niemiecki od 1208, cesarz rzymski 1209–1218 (ur. 1175)[2]
- 6 lipca – Odo III, książę Burgundii (ur. 1166)
- 31 sierpnia – Al-Adil, sułtan z dynastii Ajjubidów, brat Saladyna (ur. 1143–1145)[3]
- data dzienna nieznana:
  - Dżajawarman VII, władca imperium khmerskiego (ur. 1122)[4]
  - Jaromar I, słowiański władca Rugii (ur. 1141)